# 門式起重機
門式起重機又名龍門起重機，俗稱龍門吊或門吊，是建立在龙门之上的起重机，而龙门是一种能跨越巨大物体的结构。門式起重機能够吊起一些較重的物體。

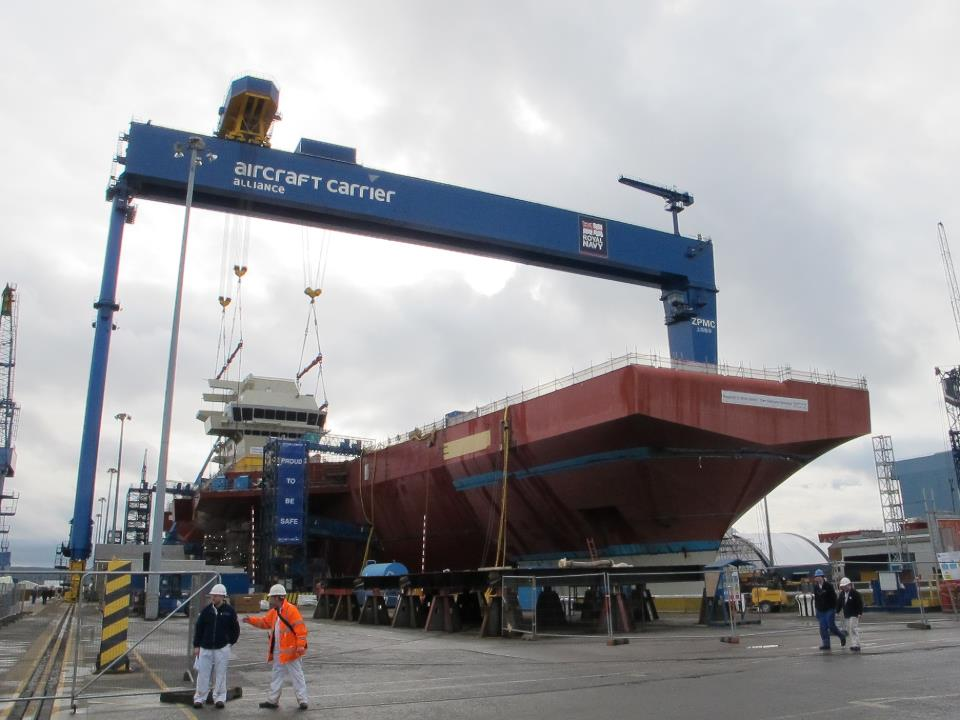
用于建造英国航母伊麗莎白女王號航空母艦的龙门起重机

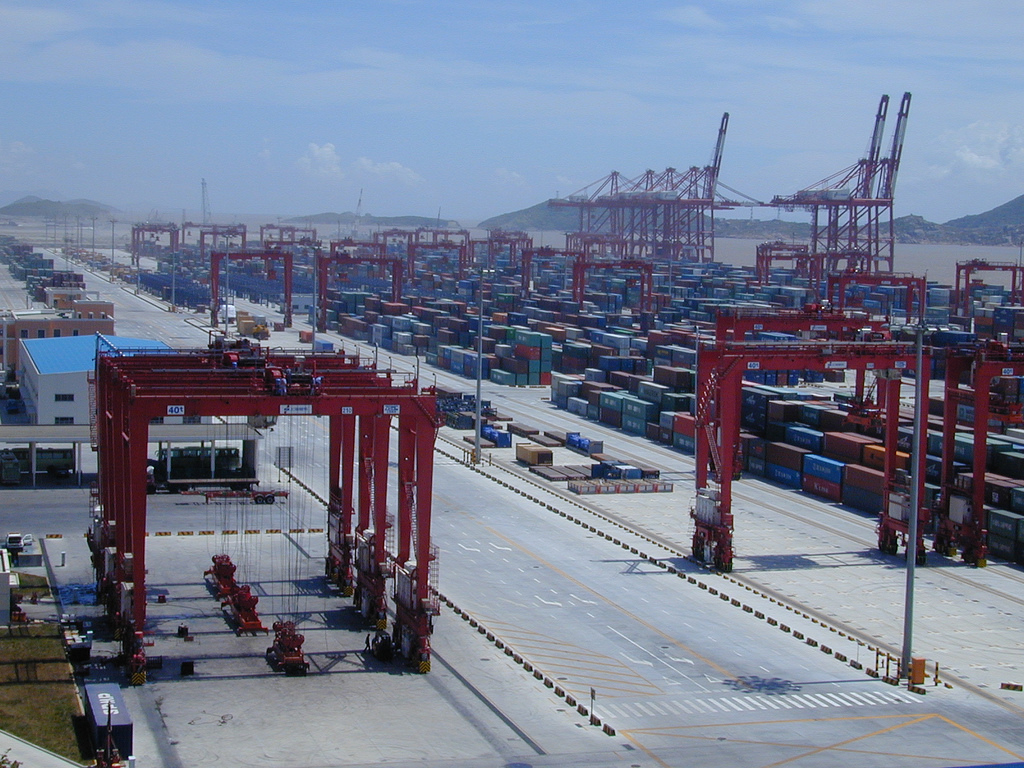
位於上海港的龍門起重機